# Rhipidolestes jucundus
Rhipidolestes jucundus – gatunek ważki z rodziny Rhipidolestidae.